# Western Art-Union
Die Western Art-Union war ein 1847 in Cincinnati gegründeter Kunstverein, der bis 1851 bestand und auf der Grundlage von Subskriptionen seiner Mitglieder den Zweck verfolgte, über Ausstellungen, den Erwerb und die Verlosung von Kunstwerken sowie über Veröffentlichungen den öffentlichen Kunstgeschmack in den an öffentlich zugänglicher Kunst vergleichsweise noch armen Vereinigten Staaten zu begründen und zu fördern. Er war seinerzeit einer fünf anderen Kunstvereinen des Landes und hatte großen Einfluss auf den Kunstbetrieb im Mittlerer Westen.

## Geschichte

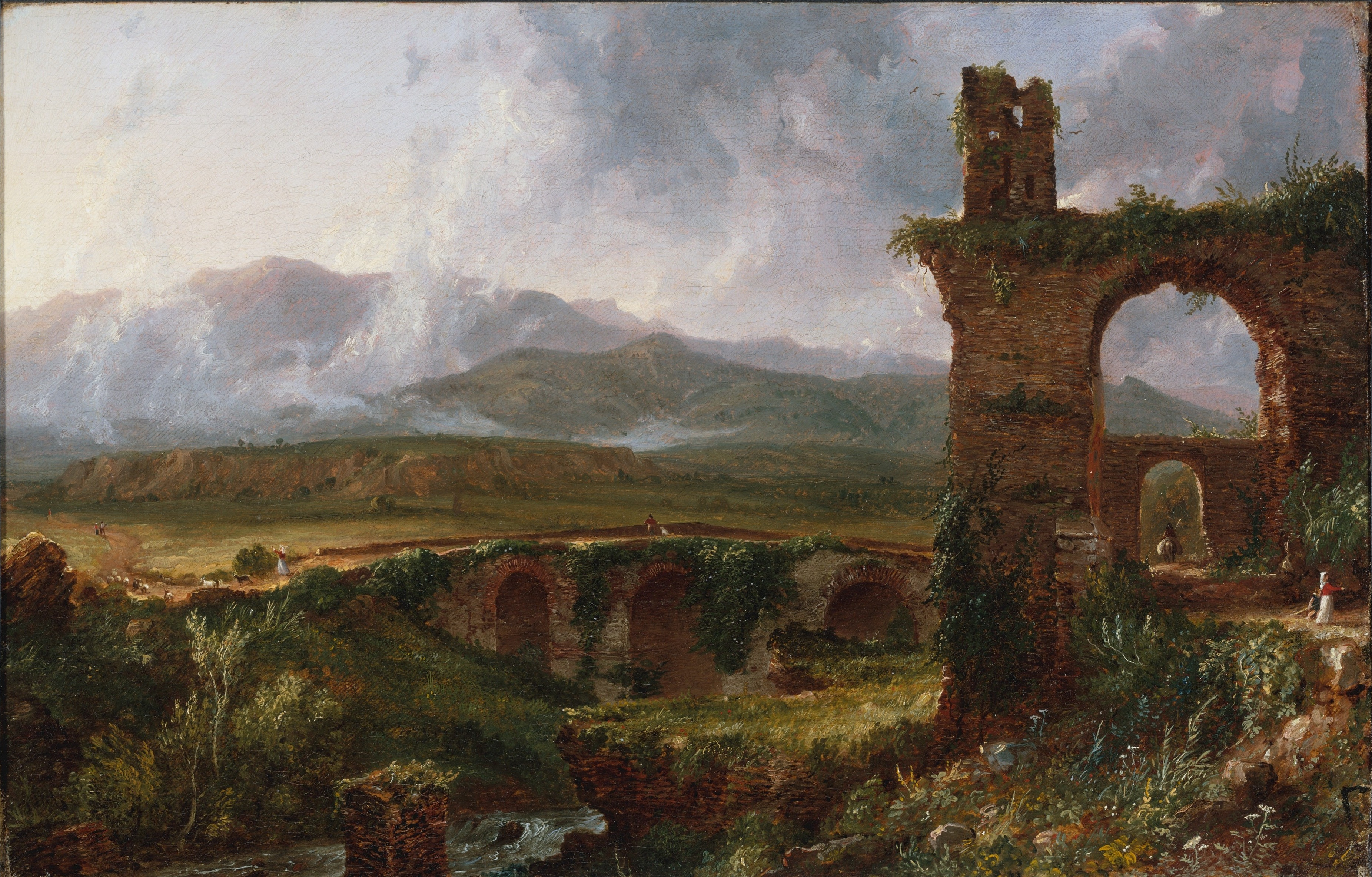
Thomas Cole: A View near Tivoli (Landschaft bei Tivoli), 1832, 1849 ausgestellt und verlost in der Western Art-Union als Geschenk von William A. Adams, Vizepräsident der Western Art-Union und Hobbymaler

Die Western Art-Union wurde 1847 nach dem Konzept der New Yorker American Art-Union gegründet. Ihr Zweck war die Kunstförderung. Aus ihren Einnahmen, den Erträgen aus Mitgliedsbeiträgen und Verlosungen, sollten „amerikanische Kunstwerke“ erworben werden. Von 1848 bis 1851 stand der Kunstverein unter der Leitung von Charles Stetson, des Präsidenten der Ohio Life Insurance & Trust Co., deren Zusammenbruch die Wirtschaftskrise von 1857 auslösen sollte. Wie auch ihr New Yorker Vorbild ließ die Western Art-Union Stiche von Kunstwerken drucken und als Jahresgabe an die Mitglieder verteilen. Zum Kreis der Mitglieder, die einen Jahresbeitrag von fünf Dollar zahlten, gehörten insbesondere kunstinteressierte Vertreter des gehobenen Bürgertums, vor allem aus Cincinnati, etwa die Kunstsammler und Mäzene William Woolsey Scarborough und Nicholas Longworth sowie dessen Sohn Joseph. In der Lotterie des Jahres 1850 stand eine Version von Hiram Powers’ Griechischer Sklavin öffentlichkeitswirksam im Mittelpunkt. Deren Verlosung brachte dem Verein eine Verdopplung der Zahl seiner Mitglieder auf 3000 ein. Der Kunstverein geriet bald in die Kritik von Künstlern wie John Frankenstein und Thomas W. Whitley (tätig ≈1835–1865), die ihm öffentlich Vetternwirtschaft vorwarfen. Whitley, ein Landschaftsmaler und Weinhändler, arbeitete später als Kunstkritiker für den New York Herald. In Aufsehen erregenden Artikeln beschuldigte er die American Art-Union, eine illegale Lotterie zu betreiben.
Zu den Künstlern, die ihre Werke in Ausstellungen der Western Art-Union präsentierten, gehörten etwa William Louis Sonntag, Worthington Whittredge, Robert S. Duncanson, James Beard, Thomas Cole, Benjamin McConkey und Joseph Oriel Eaton (1829–1875).